# Panteleimon Sergejewitsch Romanow

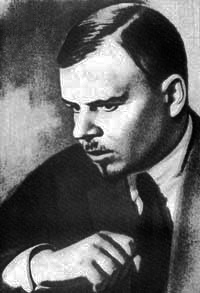
Panteleimon Sergejewitsch Romanow

Panteleimon Sergejewitsch Romanow (russisch Пантелеймон Сергеевич Романов, wiss. Transliteration Pantelejmon Sergeevič Romanov; * 24. Julijul. / 5. August 1884greg. in Petrowskoje, Gouvernement Tula; † 8. April 1938 in Moskau) war ein russischer Schriftsteller.
Er behandelte in seinen realistischen Romanen Themen aus der Zeit nach der Oktoberrevolution und setzte sich auch mit negativen Erscheinungen der Sowjetbürokratie auseinander.

## Werke
- Towarischtsch Kisljakow, 1931 (deutsch 3 Paar Seidenstrümpfe)
- Rus, 5 Teile, 1923–36